# Nacional'nyj otbor 2019
La sesta edizione del Nacional'nyj otbor (in russo Национальный отбор?, "selezione nazionale") è stata organizzata dall'emittente radiotelevisiva bielorussa BTRC per selezionare il rappresentante nazionale all'Eurovision Song Contest 2019 a Tel Aviv.
La vincitrice è stata Zena con Like It.

## Organizzazione
La Bielorussia ha utilizzato una finale nazionale per selezionare tutti i suoi partecipanti eurovisivi dal suo debutto nel 2004, tranne in due occasioni (nel 2010 e nel 2011 i rappresentanti bielorussi sono infatti stati selezionati internamente). BTRC ha confermato la sua partecipazione all'Eurovision 2019 a settembre 2018, mentre l'utilizzo della finale televisiva come metodo di selezione è stato reso noto il 3 gennaio 2019. La competizione, che si è tenuta il 7 marzo ai BTRC Studios di Minsk, è consistita in 10 partecipanti. I risultati sono stati decretati da una giuria composta da sette membri.

## Partecipanti
BTRC ha aperto la possibilità di inviare proposte per la competizione fino al 31 gennaio 2019. Delle 113 canzoni ricevute, 73 sono state selezionate per le audizioni dal vivo, che si sono tenute il successivo 4 febbraio; una giuria ha quindi selezionato i 10 finalisti per la finale televisiva del 7 marzo.
| Artista         | Titolo                    | Lingua     | Compositori                                                           |
| --------------- | ------------------------- | ---------- | --------------------------------------------------------------------- |
| Alena Gorbačeva | Can We Dream              | Inglese    | Leonid Širin, Aleksej Širin                                           |
| Aura            | Čaravala                  | Bielorusso | Evgenij Olejnik                                                       |
| BLGN & Mirex    | Champion                  | Inglese    | Saša Balagan, Mirex Silva                                             |
| Eva Kogan       | Run                       | Inglese    | Leonid Širin, Natal'ja Tambovceva                                     |
| KeySi           | No Love Lost              | Inglese    | Dmitrij Fomič, Ksenija Fomič                                          |
| Michael Soul    | Humanize                  | Inglese    | Michael Soul, Julija Kolovertnych, Andrej Katikov, Vladislav Paškevič |
| Napoli          | Let It Go                 | Inglese    | Aljaksandra Tkač                                                      |
| PROvokacija     | Running Away from the Sun | Inglese    | Kirill Good, Denis Jasučenja                                          |
| Sebastian Roos  | Never Getting Close       | Inglese    | Alberto Estebanez, Lars Carlsson, Björn Ledelius, Sebastian Roos      |
| Zena            | Like It                   | Inglese    | Julija Kireeva, Viktor Drobyš, Zinaida Kuprijanovič                   |

## Finale
La finale si è tenuta il 7 marzo 2019 presso i BTRC Studios di Minsk. Zena ha vinto in seguito alla somma dei punteggi dei sette giurati, ottenendo un punteggio quasi perfetto.
| #  | Artista         | Titolo                    | Punteggio | Punteggio | Punteggio | Punteggio | Punteggio | Punteggio | Punteggio | Totale | Posizione |
| #  | Artista         | Titolo                    | 1         | 2         | 3         | 4         | 5         | 6         | 7         | Totale | Posizione |
| -- | --------------- | ------------------------- | --------- | --------- | --------- | --------- | --------- | --------- | --------- | ------ | --------- |
| 1  | Michael Soul    | Humanize                  | 9         | 8         | 7         | 8         | 9         | 9         | 9         | 59     | 4         |
| 2  | Zena            | Like It                   | 9         | 10        | 10        | 10        | 10        | 10        | 10        | 69     | 1         |
| 3  | Eva Kogan       | Run                       | 8         | 7         | 9         | 8         | 7         | 7         | 8         | 54     | 10        |
| 4  | BLGN & Mirex    | Champion                  | 7         | 9         | 10        | 10        | 10        | 9         | 10        | 65     | 2         |
| 5  | Sebastian Roos  | Never Getting Close       | 10        | 10        | 9         | 10        | 8         | 7         | 8         | 62     | 3         |
| 6  | Alena Gorbačeva | Can We Dream              | 9         | 7         | 9         | 9         | 8         | 8         | 9         | 59     | 4         |
| 7  | PROvokacija     | Running Away from the Sun | 7         | 8         | 8         | 8         | 8         | 7         | 9         | 55     | 8         |
| 8  | Aura            | Čaravala                  | 8         | 8         | 8         | 7         | 8         | 8         | 8         | 55     | 9         |
| 9  | Napoli          | Let It Go                 | 9         | 9         | 8         | 9         | 7         | 7         | 9         | 58     | 7         |
| 10 | KeySi           | No Love Lost              | 9         | 9         | 8         | 9         | 7         | 8         | 9         | 59     | 4         |

## All'Eurovision Song Contest

### Verso l'evento
Zena, per sponsorizzare il proprio brano, ha preso parte all'Eurovision in Concert (Amsterdam, 6 aprile 2019) e al London Eurovision Pre-Party 2019 (Londra, 14 Aprile 2019).
Il 28 gennaio 2019 si è tenuto il sorteggio che ha determinato la composizione delle due semifinali, dove è stato determinato che la Bielorussia si sarebbe esibita nella prima metà della prima semifinale.
Il 2 aprile 2019, con la decisione dell'ordine di esibizione delle semifinali, la nazione è stata posta al 8º posto, dopo l'ungherese Joci Pápai e prima della serba Nevena Božović.
Mentre, il 17 maggio 2019, con la decisione dell'ordine di esibizione della finale, la nazione è stata posta al 19º posto, dopo l'estone Victor Crone e prima dell'azero Chingiz.

### Performance
Le prove generali si sono tenute il 10 e 15 maggio, seguite dalle prove costume il 13 e il 16 maggio, includendo l'esibizione per le giurie del 17 maggio, dove le varie giurie nazionali hanno visto e votato i partecipanti della finale.
La Bielorussia si è esibita 8ª nella prima semifinale, classificandosi 10ª con 122 punti, riuscendo a qualificarsi per la serata finale.
La Bielorussia si è esibita 19ª nella serata finale, classificandosi 24ª con 31 punti.

### Giuria e commentatori
La giuria bielorussa per l'Eurovision Song Contest 2019 è stata composta da:
- Valerij Prigun, cantante e presidente di giuria;
- Anastasija Tichanovič, cantante e produttrice;
- Arcem Michalenko, cantante e conduttrice televisiva;
- Anžela Mikul'skaja, produttrice televisiva;
- Ol'ga Ryžikova, cantante e conduttrice televisiva.

Tuttavia il 15 maggio 2019, il giorno dopo la trasmissione della prima semifinale, la giuria ha rivelato tramite un'intervista, quali nazioni hanno votato per la qualificazione alla finale, violando le regole del concorso. A seguito di ciò, il 18 maggio 2019, poco prima della trasmissione della finale, l'UER ha escluso la giuria nazionale dalla votazione dichiarando che i voti assegnati sono stati "simulati" basandosi sui punteggi medi delle giurie che hanno votato in linea con quella bielorussa (basandosi pertanto sui punteggi assegnati da Russia, Georgia, Armenia e Azerbaigian).
L'evento è stato trasmesso, sui canali televisivi Belarus-1 e Belarus 24, con il commento di Jaŭgen Perlin.
La portavoce dei voti della giuria in finale è stata Marija Vasil'evič.

### Voto

#### Punti assegnati alla Bielorussia
| Giurie 6° (78 punti)    | Giurie 6° (78 punti)        | Giurie 6° (78 punti)         | Giurie 6° (78 punti)                      | Giurie 6° (78 punti)   |
| 12                      | 10                          | 8                            | 7                                         | 6                      |
| ----------------------- | --------------------------- | ---------------------------- | ----------------------------------------- | ---------------------- |
| - Ungheria              | - Estonia                   | - Repubblica Ceca - Slovenia | - Grecia - Spagna                         | - Portogallo           |
| 5                       | 4                           | 3                            | 2                                         | 1                      |
|                         | - Belgio - Francia - Serbia | - Georgia - Islanda          |                                           | - Israele - San Marino |
| Televoto 11° (44 punti) |                             |                              |                                           |                        |
| 12                      | 10                          | 8                            | 7                                         | 6                      |
|                         |                             |                              | - Georgia                                 | - Cipro - Islanda      |
| 5                       | 4                           | 3                            | 2                                         | 1                      |
| - Montenegro            | - Israele - Serbia          | - Repubblica Ceca            | - Australia - Grecia - Polonia - Slovenia | - Estonia              |

| Giurie 23° (18 punti)   | Giurie 23° (18 punti) | Giurie 23° (18 punti) | Giurie 23° (18 punti) | Giurie 23° (18 punti)             |
| 12                      | 10                    | 8                     | 7                     | 6                                 |
| ----------------------- | --------------------- | --------------------- | --------------------- | --------------------------------- |
|                         |                       | - Ungheria            | - Russia              |                                   |
| 5                       | 4                     | 3                     | 2                     | 1                                 |
|                         |                       |                       |                       | - Armenia - Azerbaigian - Estonia |
| Televoto 22° (13 punti) |                       |                       |                       |                                   |
| 12                      | 10                    | 8                     | 7                     | 6                                 |
|                         |                       | - Russia              |                       |                                   |
| 5                       | 4                     | 3                     | 2                     | 1                                 |
| - Azerbaigian           |                       |                       |                       |                                   |

#### Punti assegnati dalla Bielorussia
| Punti | Giuria          | Televoto        |
| ----- | --------------- | --------------- |
| 12    | Estonia         | Islanda         |
| 10    | Georgia         | Australia       |
| 8     | Australia       | Slovenia        |
| 7     | Repubblica Ceca | San Marino      |
| 6     | Polonia         | Estonia         |
| 5     | Grecia          | Polonia         |
| 4     | Cipro           | Serbia          |
| 3     | San Marino      | Repubblica Ceca |
| 2     | Ungheria        | Portogallo      |
| 1     | Islanda         | Georgia         |

| Punti | Giuria             | Televoto    |
| ----- | ------------------ | ----------- |
| 12    | Malta              | Russia      |
| 10    | Macedonia del Nord | Paesi Bassi |
| 8     | Cipro              | Norvegia    |
| 7     | Italia             | Islanda     |
| 6     | Paesi Bassi        | Azerbaigian |
| 5     | Azerbaigian        | Slovenia    |
| 4     | Svizzera           | Svizzera    |
| 3     | Grecia             | Italia      |
| 2     | Svezia             | Australia   |
| 1     | Russia             | San Marino  |